# Canal Institucional
Canal Institucional est une chaîne de télévision colombienne lancée par l'État le 14 janvier 1966. Elle remplace la chaîne Canal A, qui était une propriété de l'État colombien.

## Programmes
La chaîne diffuse des programmes produits par des institutions publiques dans le but d'informer et de faire de la publicité auprès du public. La chaîne diffuse également des assemblées et réunions du Congrès national, où le président Álvaro Uribe tient chaque samedi un conseil communautaire (consejos comunales).